# Ruodosjärvi
Ruodosjärvi är en sjö i Kiruna kommun i Lappland och ingår i Torneälvens huvudavrinningsområde. Sjön har en area på 1,55 kvadratkilometer och ligger 381 meter över havet. Sjön avvattnas av vattendraget Ruodusjoki.

## Delavrinningsområde
Ruodosjärvi ingår i det delavrinningsområde (759179-177940) som SMHI kallar för Utloppet av Ruodosjärvi. Medelhöjden är 396 meter över havet och ytan är 12,3 kvadratkilometer. Det finns inga avrinningsområden uppströms utan avrinningsområdet är högsta punkten. Ruodusjoki som avvattnar avrinningsområdet har biflödesordning 6, vilket innebär att vattnet flödar genom totalt 6 vattendrag innan det når havet efter 412 kilometer. Avrinningsområdet består mestadels av skog (66 procent) och sankmarker (18 procent). Avrinningsområdet har 1,96 kvadratkilometer vattenytor vilket ger det en sjöprocent på 15,9 procent.